# Стронг, Морис
Морис Стронг (Maurice F. (Frederick) Strong; 29 апреля 1929, Oak Lake, Манитоба — 27 ноября 2015[…], Нью-Эдинбург) — канадский и американский бизнесмен, промышленник и нефтяник, функционер ООН, природоохранный деятель, старший советник генсека ООН Кофи Аннана. Член Американского философского общества (1993). Также являлся старшим советником президента Всемирного банка, директором Фонда Всемирного экономического форума, президентом и ректором Университета мира ООН в Коста-Рике. Впоследствии активный почетный профессор Пекинского университета и почетный председатель Китайского экологического фонда. Основатель ЮНЕП, ее первый директор, исполнительный директор до 1975 года.
Директор Конференции ООН по проблемам окружающей среды 1972 года. В 1992 году им был созван Саммит Земли в Рио-де-Жанейро — М. Стронг являлся его генсеком.

## Биография
Происхождением из Канады; двоюродный брат Анны Луизы Стронг. Родился в сельской местности в семье, которая, как отмечается в его некрологе в Nature, переживала отчаянные времена в годы Великой депрессии. В своей автобиографии он вспоминал, что та «лишила моего отца средств к существованию и чувства собственного достоинства. Это подорвало здоровье моей матери и, в конце концов, убило ее». Иногда им нечего было есть, кроме сорняков и одуванчиков. Позже Стронг указывал, что становление в таких условиях радикализировало его и что он считал себя «социалистом по идеологии, капиталистом по методологии».
В 1943 году бросил школу в возрасте 14 лет и не учился в университете. А за два последующих десятилетия, несмотря на отсутствие формального образования, сделал успешную карьеру, став нефтяным магнатом и генеральным директором многих компаний. В 1960-х президент Power Corporation of Canada.
В 1976-78 гг. глава Petro-Canada — президент и CEO. В 1985-87 и 1989-92 замгенсекретаря ООН. В 1992-95 гг. глава Ontario Hydro. В 1997 году стал старшим советником по реформированию Организации Объединенных Наций. Являлся спецпосланником Генерального секретаря ООН по КНДР.
Удостоился более 25 почетных степеней, в частности почётный доктор Университета Брэндона (1968) и Университета Манитобы (1975), Медаль мира Пирсона (1989). Среди отличий также Почётный знак «За заслуги перед Австрийской Республикой» (2009), Four Freedoms Award (2010).
Был дважды женат.